# سكوت دومن
سكوت دومن (بالإنجليزية: Scott Dohmann)‏ هو لاعب محترف لكرة القاعدة ‏ أمريكي، ولد في 13 فبراير 1978 في نيو أورلينز في الولايات المتحدة.

## وصلات خارجية
- سكوت دومن على موقع دوري كرة القاعدة الرئيسي (الإنجليزية)
- سكوت دومن على موقع الدوري الياباني لكرة القاعدة (الإنجليزية)
- سكوت دومن على موقعبيزبول رفرنس.كوم (الدوري الرئيسي) (الإنجليزية)
- سكوت دومن على موقع إي إس بي إن.كوم (أم.أل.بي) (الإنجليزية)
- سكوت دومن على موقع مشجعي الرسوم البيانية (الإنجليزية)